# Witting (adelsätt)
Witting (Wittingk) var en tyskbaltisk patriciersläkt från Lüneburg, förgrenad genom Hansan främst till Riga, Dorpat och Rostock. Härstammande från Henricus de Wittinghe som var kanik i Dorpat 1342 och liksom hans släkting Thidericus de Wittinghe dekan därstädes 1336 och utnämnd 1360 av påven Innocentius VI till biskop i Lübeck. Släktens vapen blev fastlagt 25 februari 1572 genom tysk-romerskt ridderskap. Familjen inkom till Sverige genom landets expansion under Karl IX:s tid och adlades 1683 samt introducerades på Riddarhuset 1686 som nummer 1044.
Släkten föll i onåd på 1730-talet kring ett tidigt fall av "checkbedrägeri". Det var tre stycken växel-bankassignationer till ett sammanlagt värde av 4015 daler kopparmynt som Erland Broman behöll i sin ägo medan tre falska assignationer lades i ett förseglat kuvert, som gardesofficeraren Gustav Adolf Witting skulle ta hand om. Då fallet började undersökas i Stockholm efter fyra månader lät Broman rikta misstankarna mot Gustav Adolf Wittings bror, genom att placera bevismaterial hos gardeskaptenen Carl Witting. Kaptenen sattes i arrest som han rymde ifrån i mars 1731. Kort därefter upphöjdes Erland Broman till kammarherre hos kung Fredrik. I två års tid försökte Carl Witting få fri lejd tillbaka till Sverige för att rentvå sig från anklagelserna, men eftersom Broman hade en nära relation till kung Fredrik kunde någon rättvis process inte komma ifråga. Eftersom en dom i målet aldrig avkunnades är Carl Witting juridiskt sett oskyldig, trots att målet i Riksbankens brottmålskrönika sammanfattats med en kommentar om dennes skyldighet av bankens fiskal Bellman.
Carl Witting dödförklarades i Sverige 1739 då fadern avled, sannolikt för att underlätta arvskifte. Han upphöjdes till överstelöjtnant 1740 i holstein-gottorpsk tjänst genom kejsarinnan Anna Ivanovna av Ryssland. Witting omnämns 1743 i Köpenhamn som medarbetare till von Korff. Senare uppges han blivit rektor för den då nystartade militära ingenjörsakademin i Sankt Petersburg. Han uppträder även i Sergej Solovjovs ryska historieskrivning som spion på uppdrag till Berlin. I Johann Gustav Droysens Geschichte der preußischen Politik anges han som Rysslands kanske farligaste agent. Han utnämndes till resident för Holstein-Gottorp i Lübeck på sin 50-årsdag i maj 1747 och uppges ha omkommit under 'besynnerliga omständigheter' i juli samma år. Anrep anger hans död till 1756. Idag levande ättlingar till Carl von Witting invandrade till Sverige 1966.

## Betydande personer
- Joachim Wittingk +1581, köpman i Riga och rådsherre därstädes 1564 Se: Harald Hornborgs utredning
- Georg Gottlieb Wittingk 1582-1654, omskriven pastor med ett föga hedrande leverne. Evangelische Prediger Livlands
- Georg Caspar Wittingk 1599-(1578?), överfiskal i Livland och Ingermanland. Brev i RA.
- Christoffer Georg Witting 1655-1739, överste för Skaraborgs regemente. Utförliga uppgifter i E.Bensow - Skaraborgs Regementes Historia och Överstebostället Kungslena och dess överstar av Karl af Geijerstam, 1945
- Fabian Gottlieb Witting 1668-1722 och Casper Gottlieb Witting 1673-1718, livdrabanter hos Karl XII och följde till Bender 1709.
- Carl von Witting 1697-1747, gardeskapten i Sverige, senare Rysk agent, Geschichte der Preussischen Politik, Vol 5 del 3 (Droysen), Preussische Staatsschriften (1885) Dr R.Koser.
- Gustav Adolf Witting 1699-1770, riddare av svärdsorden och ägare till Gripenbergs slott. Skönlitterärt omskriven i:Kulturbilder och Minnen af Olof Hermelin (1907), Från Svenska Bygder. Se även: Jean Silfving - Gripenberg och Mörbylund